# Phlebosphales
Phlebosphales là một chi bướm đêm thuộc họ Geometridae.